# Schimbare
Schimbare és una pel·lícula espanyola rodada originalment en castellà del 2014 dirigida por Álex Sampayo. Va aconseguir un guardó a la millor pel·lícula internacional al Festival Internacional de Cinema de San Diego.
En la 13a edició dels Premis Mestre Mateo ha estat nominat en vuit categories, guanyant finalment els premis a la millor direcció de producció i al millor so. També va competir a la Seminci.

## Argument
Luis i Elvira viatgen a Romania després de contactar amb una organització criminal. Quan estan a punt d’arribar al seu destí, reben una trucada que els obliga a canviar de rumb. Han d'aturar-se a Budapest i recollir una nena de vuit anys.

## Repartiment
- Candela Peña com Elvira
- Luis Zahera com Luis
- Sandra Mokrzycka com beba
- Maurycy Lyczko com Emil
- Martijn Kuiper com Radu
- Huichi Chiu com Jun
- Mariana Achim com Teodora

## Producció
La pel·lícula es va rodar a finals del 2013 entre Galícia i Hongria.

## Guardons i nominacions
Premis Mestre Mateo
| Any        | Categoria                     | Receptor          | Resultat  |
| ---------- | ----------------------------- | ----------------- | --------- |
| 13a edició | Millor pel·lícula             | Álex Sampayo      | Nominat   |
| 13a edició | Millor director               | Álex Sampayo      | Nominat   |
| 13a edició | Millor actriu                 | Candela Peña      | Nominada  |
| 13a edició | Millor direcció de producció  | Toni Veiga        | Guanyador |
| 13a edició | Millor muntatge               | Álex Sampayo      | Nominat   |
| 13a edició | Millor so                     | David Machado     | Guanyador |
| 13a edició | Millor fotografia             | Juan Hernández    | Nominat   |
| 13a edició | Millor maquillatge i pentinat | Raquel F. Fidalgo | Nominada  |